# A spasso col mostro
A spasso col mostro, in seguito tradotto anche con il titolo Il Gruffalò (titolo originale in inglese: The Gruffalo), è un poema per bambini della scrittrice e drammaturga inglese Julia Donaldson, illustrato da Axel Scheffler, che racconta la storia di un topo che passeggia nella foresta e incontra un mostro che appare come il frutto della sua invenzione. Il libro ha venduto oltre 13 milioni di copie, ha vinto numerosi premi per la letteratura per bambini, ed è stato sceneggiato in spettacoli teatrali e persino nell'omonimo film d'animazione nominato ai Premi Oscar.
Il Gruffalò è stato inizialmente pubblicato nel 1999 nel Regno Unito da Macmillan Children's Books come edizione con copertina rigida di 32 pagine, seguita sei mesi dopo da un'edizione in brossura, e successivamente da un'edizione in piccolo formato per libri da tavolo. È stato scritto per lettori dai tre ai sette anni ed è lungo circa 700 parole. È scritto in distici in rima baciata, con versi ripetitivi con varianza minore.
Il racconto, basato su una favola tradizionale cinese, ebbe immediatamente uno straordinario successo, vincendo anche diversi premi. Successivamente è stato tradotto in più di 40 lingue, vendendo oltre 10 milioni di copie in tutto il mondo e ispirando anche produzioni teatrali e cinematografiche.

## Storia editoriale
Nel 1995, mentre cercava idee per una serie di giochi educativi basati su racconti tradizionali, Julia Donaldson si imbatté in una versione di una nota favola tradizionale cinese: una tigre catturò una volpe, la quale furbescamente le mentì dicendo di essere una creatura divina creata per essere la regina della foresta, per cui se fosse stata mangiata la tigre sarebbe stata punita dalla divinità. Per dimostrare che era vero la volpe invitò la tigre a seguirla da dietro, standole vicina: gli altri animali, vedendo quella coppia, scapparono rapidamente e la volpe finse di essere la causa di quella paura. La tigre credette allora alla bugia della volpe e fuggì anch'essa.
Donaldson intuì che questa storia avrebbe potuto essere sviluppata in qualcosa di più di un oggetto educativo e vi ritornò in seguito come possibile base per un libro illustrato. Decise così di mantenere il personaggio della tigre, trasformare la volpe in un topo e aggiungere una volpe, una civetta e un serpente al posto degli animali della foresta; tuttavia, intendendo comporre un racconto sotto forma di poema, l'autrice non era soddisfatta di alcune rime. Pensò così all'idea di sostituire la tigre con un mostro, il cui nome finisse con la lettera O (in modo che facesse rima con "non lo so") e iniziasse per "Gr" per richiamare il suo verso feroce; al centro venne posto un "uffal" in modo da dare "Gruffalo", evocando l'immagine di un mostro simpatico che ricordava un bufalo, ma un po' più spaventoso. Ciononostante, la scrittura del racconto si rivelò quasi impossibile, incoraggiata dal figlio Alastair, Donaldson insistette con la sua idea che il mostro, piuttosto che esistere nella foresta buia fin dall'inizio, dovesse essere prima un frutto dell'immaginazione del topo per spaventare la volpe, il gufo e il serpente, ma che poi era davvero comparso una realtà. Una delle obiezioni alla bozza originale fu fatta dall'altro figlio Jesse (ormai chiamato Jerry) che chiese: "Mamma, perché la volpe, il gufo e il serpente non mangiano subito il topo sul posto?" Questo difetto fu risolto inserendo la domanda "Dove lo incontri? [Il Gruffalo]" e la risposta "Qui, da queste rocce / E il suo cibo preferito è la volpe impanata", con linee simili per gli altri due predatori.
Il racconto fu inviato nel 1995 alla casa editrice Reid Books e all'illustratore Axel Scheffler, che Donaldson aveva incontrato brevemente solo una o due volte, dopo la pubblicazione di Una casetta troppo stretta (A Squash and a Squeeze). In pochi giorni la Macmillan Children's Books fece un'offerta di pubblicare The Gruffalo, che fu illustrato da Scheffler e pubblicato nel 1999.
La prima edizione italiana è stata tradotta da Laura Pelaschiar McCourt, con il titolo A spasso col mostro; a seguito dell'uscita del film d'animazione Il Gruffalo, il racconto tradotto è stato ristampato con il titolo Il Gruffalò.

## Trama

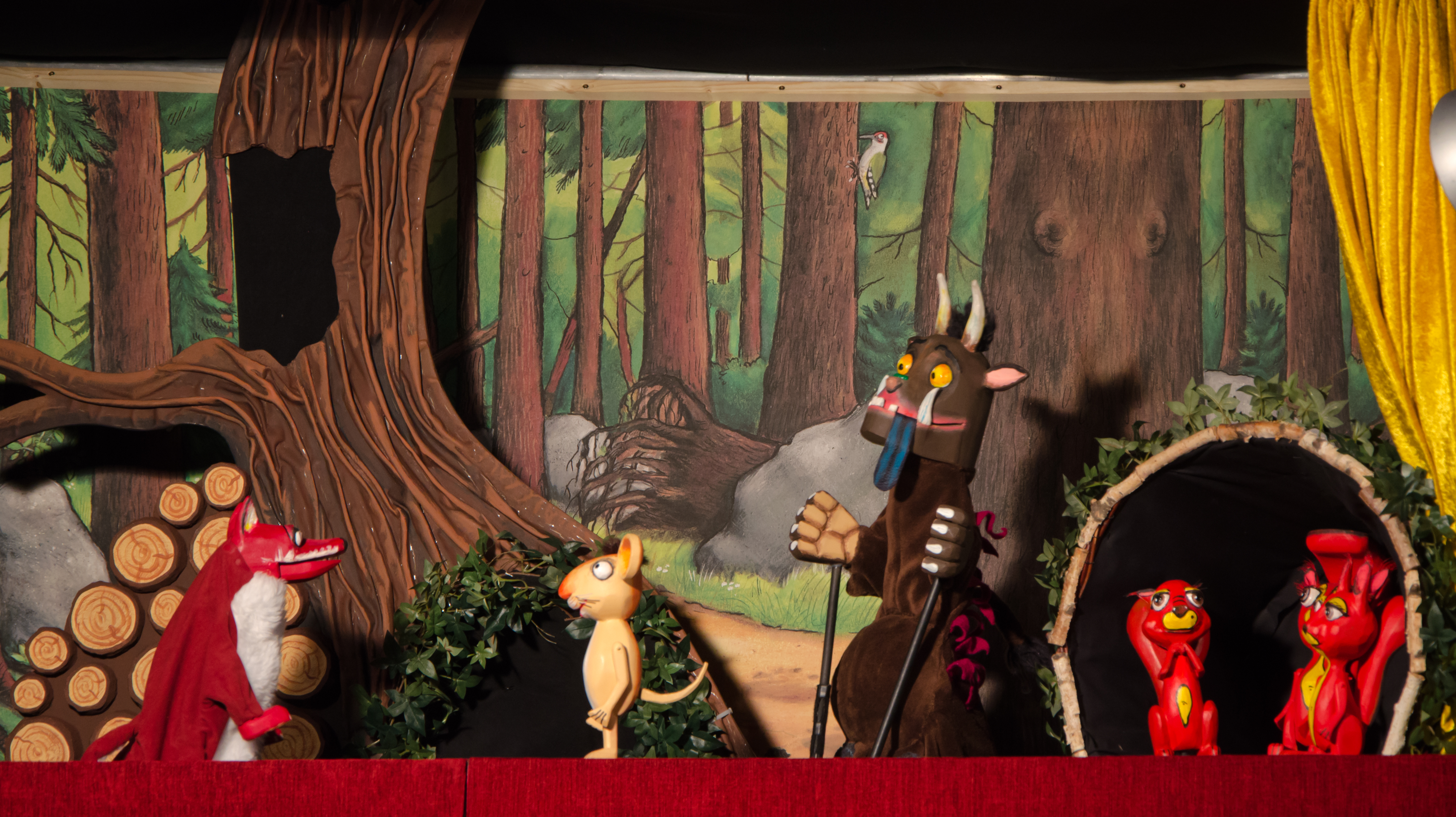
Una scena del Gruffalò in uno spettacolo di burattini

Un topo passeggia attraverso il bosco e grazie alla sua intelligenza sfugge a numerosi pericoli: sulla sua strada infatti il topo incontra diversi animali pericolosi (una volpe, una civetta e un serpente), ognuno dei quali vuole margiarselo, invitandolo a casa propria per un pasto o una festa. Ma il topo è astuto e rifiuta ogni tranello: per dissuadere ulteriori tentativi, dice ad ogni animale che ha in programma di cenare proprio lì con il suo amico Gruffalò, una creatura che il topo descrive con particolari mostruosi e il cui cibo preferito sembra essere di volta in volta una "volpe impanata", "civette con tutte le piume" o "serpenti cotti al funghetto". Spaventato dal fatto che il misterioso Gruffalò possa divorarlo, ogni animale fugge. Il topo gongola ogni volta, meravigliato della stupidità dei nemici.
Dopo essersi liberato dei tre animali nemici, all'improvviso il topo incontra un vero Gruffalò in carne e ossa, che gli appare spaventoso esattamente così come lo aveva inventato e descritto. Il Gruffalò minaccia di mangiare il topo, ma questo si fa nuovamente furbo: dice al gruffalò che lui, il topo, è l'animale più spaventoso della foresta. Ridendo, il gruffalò accetta di seguire il topo, per vedere se quanto detto sia vero. Camminando per la foresta, il topo seguito dal gruffalò rincontra i tre animali che prima lo avevano minacciato. Ognuno di essi scappa terrorizzato alla vista della coppia, cosicché il gruffalò diventa sempre più stupito di quanto sia spaventoso quel piccolo roditore.  Sfruttando questo timore, il topo fa finta di avere fame e minaccia di mangiare il gruffalò, che fugge all'istante.

## Riconoscimento
Il Gruffalò ha vinto il premio d'oro (nella categoria 0-5 anni) del premio Nestlé Smarties Book Prize del 1999.
Nel 2000 è stato il libro illustrato più venduto nel Regno Unito, ha vinto il premio per libri per bambini Nottingham/Experian e il premio Blue Peter per il miglior libro da leggere a voce alta. La versione audiolibro ha vinto il primo premio per il miglior audiolibro per bambini agli Spoken Book Awards. Nel novembre 2009 il libro è stato votato come "la migliore storia della buonanotte" dagli ascoltatori di BBC Radio 2. In un sondaggio del 2010 dell'ente benefico inglese Booktime, il libro è arrivato primo in un elenco di libri preferiti dai bambini.

## Traduzioni

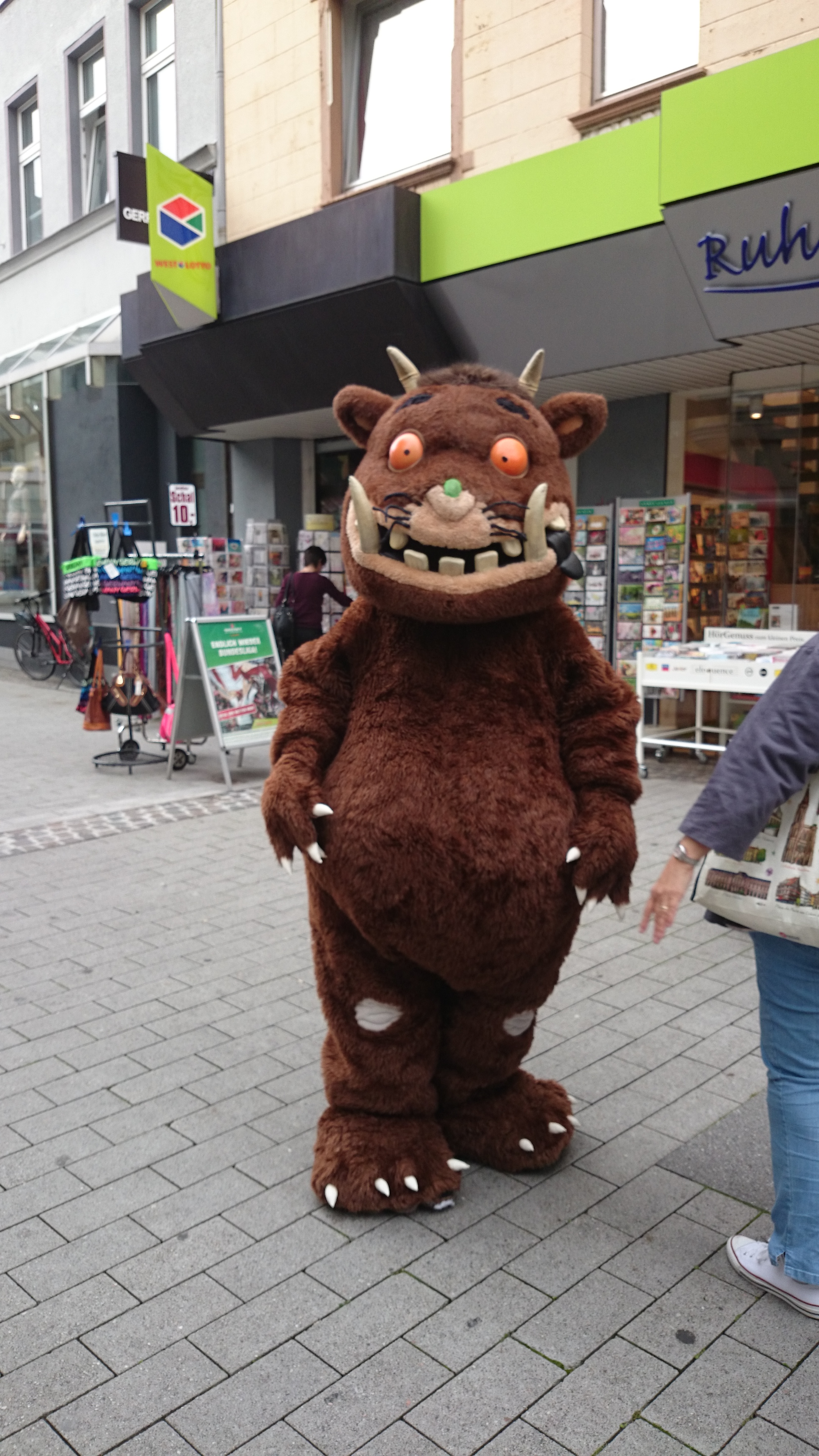
Un Gruffalò a spasso in Germania

Il Gruffalò ha venduto oltre 13 milioni di copie in 59 edizioni in tutto il mondo. Le traduzioni includono le seguenti lingue:
- Afrikaans (Die Goorgomgaai)
- Basco (Grufaloa)
- Bretone (Ar Groufalo)
- Bulgaro (Gruzulak)
- Catalano (El Grúfal)
- Cinese (咕噜 牛, Guluniu)
- Croato (Grubzon)
- Doric Scots (The Doric Gruffalo)
- Olandese (De Gruffalo)
- Estone (Grühvel)
- Finlandese (Mörkyli)
- Francese (Gruffalo)
- Tedesco (Der Grüffelo)
- Greco (Το Γκρούφαλο)
- Ebraico (טרופותי)
- Ungherese (A graffaló)
- Islandese (Greppikló)
- Irlandese (An Garbhán)
- Italiano (Il Gruffalò)
- Latino (Gruffalo)
- Lettone (Bubulis)
- Lituano (Grufas)
- Basso tedesco (De Grüffelo)
- Manx (Yn Gruffalo)
- Māori (Te Tanguruhau)
- Norvegese (Gruffaloen)
- Orcadian Scots (The Orkney Gruffalo)
- Polacco (Gruffalo)
- Portoghese (O Grufalão)
- Rumeno (Gruffalo)
- Russo (Груффало)
- Serbo (Грозон)
- Sloveno (Zverjasec)
- Scots (The Gruffalo)
- Gaelico scozzese (An Gruffalo)
- Shetland Scots (The Shetland Gruffalo)
- Spagnolo (El Grúfalo)
- Svedese (Gruffalon)
- Turco (Tostoraman)
- Gallese (Y Gryffalo)
- Macedone (Графало)

## Versioni e prodotti
Il libro è stato inizialmente venduto come libro in brossura A4 nel 1999, e successivamente come versione più piccola del libro A5 nel 2002. Una versione di audiolibro, narrata da Imelda Staunton, è stata messa in commercio nel 2002 e una versione di un libro-puzzle è stato pubblicato nel 2004. Il libro è anche venduto impacchettato con un peluche di Gruffalò. Ad un certo punto della tiratura del libro di pagine di carta con copertina rigida, il dialogo è stato leggermente modificato, per cui esistono due diversi numeri ISBN. La "canzone del Gruffalò" è stata pubblicata con l'audiolibro, come singolo CD indipendente e su un CD musicale con altre canzoni dei libri di Donaldson. Il sequel di Donaldson e Scheffler, Il Gruffalò e la sua piccolina (The Gruffalo's Child) del 2004, racconta la storia della figlia del Gruffalò, che viene avvisata dal padre su quanto sia spaventoso il topo. Questo libro ha vinto il premio per il miglio libro per bambini del 2005 ai British Book Awards.

## Adattamenti

### Film
Il libro è stato adattato nel film d'animazione Il Gruffalo di 27 minuti, trasmesso dalla BBC One nel Regno Unito il 25 dicembre 2009. Questa versione è stata doppiata da Robbie Coltrane nel ruolo del protagonista, James Corden per il topo, Helena Bonham Carter come la narratrice della mamma scoiattolo e Rob Brydon nel ruolo del serpente. La produzione è stata animata presso lo Studio Soi in Germania e prodotta tramite la Magic Light Pictures. Il film ha anche le voci di John Hurt come gufo e Tom Wilkinson come volpe. È stato nominato per un Oscar per il miglior cortometraggio animato il 25 gennaio 2011. Il film è stato anche nominato per un BAFTA nel 2010. Nel doppiaggio italiano il mostro viene chiamato Grùffalo (anziché Gruffalò).
È stato in seguito prodotto un sequel due anni dopo, basato sul seguito del libro originale.

### Teatro
Il Gruffalò è stato adattato per il palcoscenico dalla compagnia teatrale Tall Stories, in anteprima nel 2001. La produzione ha visitato il West End negli ultimi cinque anni, tra cui una messa in scena al Lyric Theatre di Londra, durante il Natale 2014. La produzione di Tall Stories ha anche fatto tournée nel Regno Unito e a livello internazionale, tra cui esibizioni al Sydney Opera House nel settembre 2011 e nel Regno Unito per la maggior parte degli anni. È tornato al Lyric Theatre di Londra nell'estate 2015.
Il Gruffalò è stato anche adattato per il palcoscenico da Meneer Monster. La produzione ha girato i Paesi Bassi e il Belgio nel 2014 e 2015. La produzione di Meneer Monster è stata replicata circa 250 volte. Nel giugno 2014 Meneer Monster ha realizzato una versione sudafricana del Gruffalò con venti studenti del Market Theater Laboratory a Johannesburg.

## Nella cultura di massa

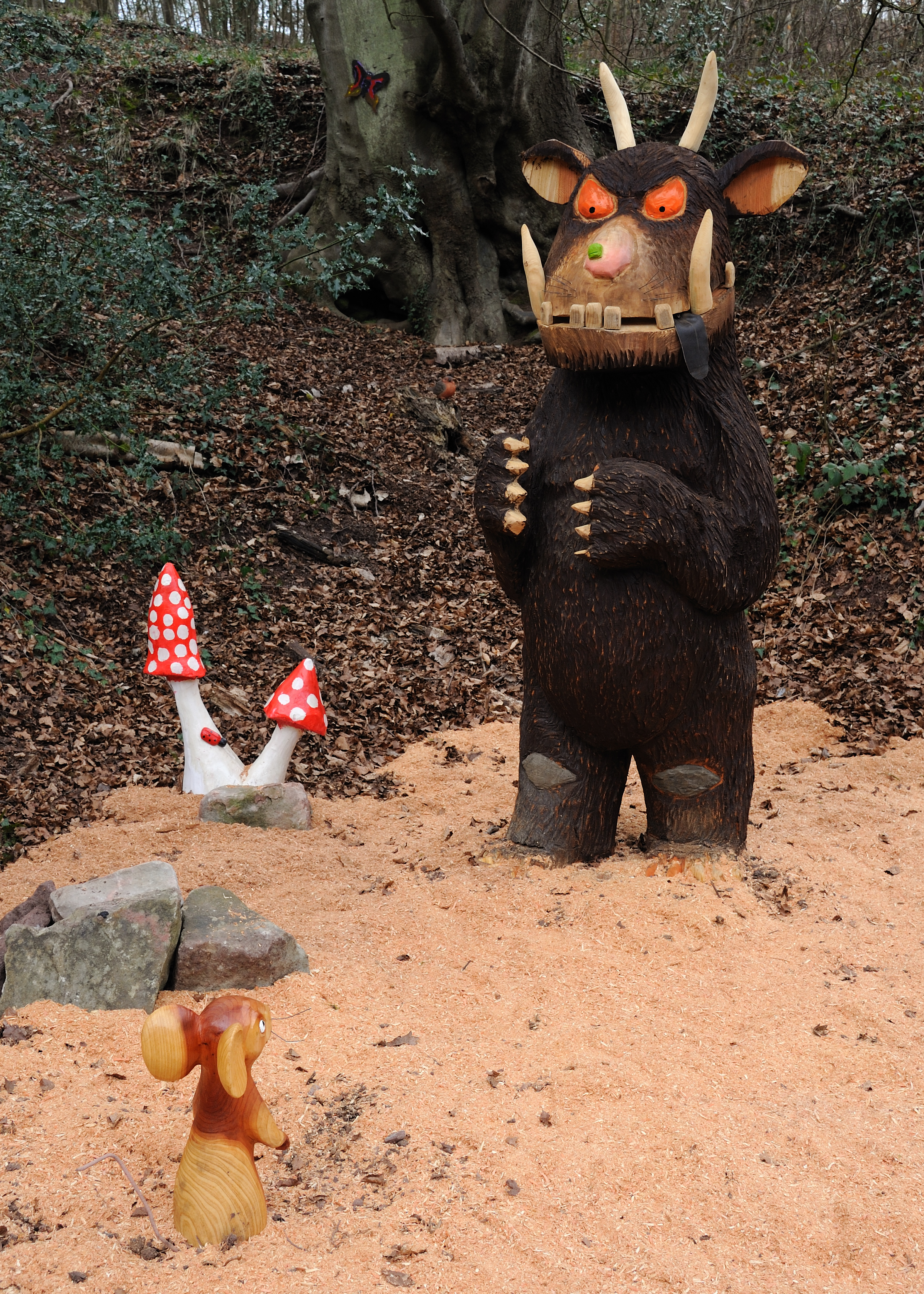
Una delle scene realizzate nella Foresta di Dean

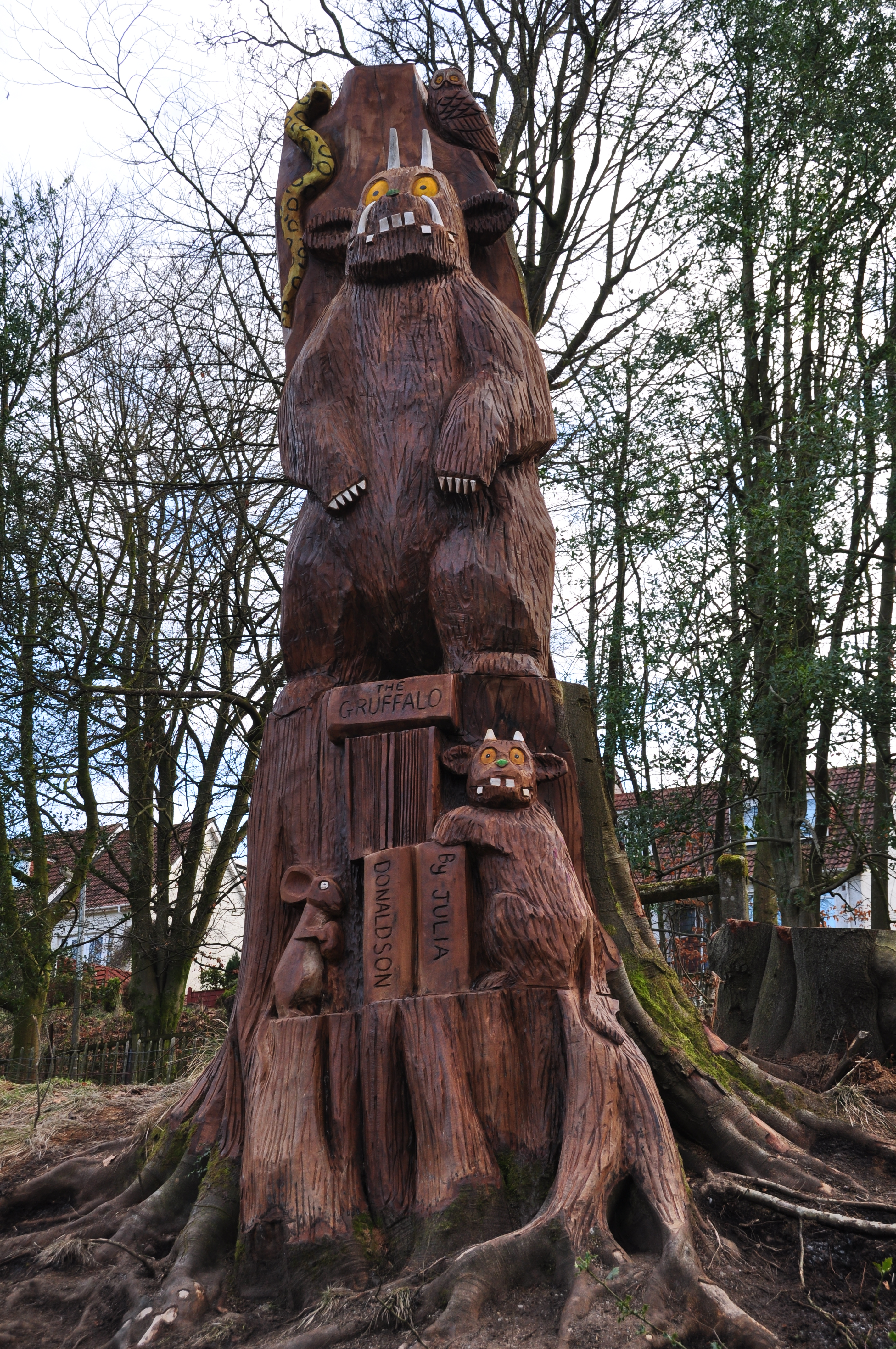
Scultura del Gruffalò al Lago Kilmardinny

Il Dean Heritage Centre nella foresta di Dean, in Inghilterra, ha ottenuto l'autorizzazione dall'autrice Julia Donaldson, dall'illustratrice Axel Scheffler e dall'editore Macmillan Children's Books, Londra, Regno Unito, per creare un "sentiero del Gruffalò" all'interno del parco nazionale.
Durante il periodo in cui Julia Donaldson visse a Bearsden, furono installate alcune sculture del Gruffalò intorno al lago Kilmardinny, utilizzando materiali naturali, come un tronco di faggio per il più grande.
Il libro appare nell'episodio La civiltà sepolta della quinta stagione di Doctor Who: Mo lo legge a suo figlio, poi da solo prima che accada lo "strano evento".